# Scivelation
Scivelation — компьютерная игра, находящаяся в разработке. Проект выполнен в жанре шутер от третьего лица, который разрабатывается украинской компанией Black Wing Foundation. Издателем должна была стать компания TopWare Interactive.
Действие «Scivelation» разворачивается в далёком будущем, власть на планете захвачена тоталитарным правительством под названием «Режим», которое уничтожает любые проявления инакомыслия. Персонаж игры будет сражаться на стороне повстанцев против данного «Режима».
Игра создавалась на игровом движке Unreal Engine 3 разработки Epic Games. Целевые платформы были — ПК, PlayStation 3 и Xbox 360.

## История разработки
11 марта 2008 года днепропетровская студия Black Wing Foundation заявила о разработке шутера от третьего лица «Salvation» (рус. спасение), который разрабатывался на движке Source, лицензированном в компании Valve. Игра была намечена на 2-й квартал 2009 года, вместе с анонсом были показаны первые скриншоты игры и рассказан общий сюжет, сеттинг, персонажи и локации. Однако вместо выпуска «Salvation» Black Wing Foundation переключилась на разработку и выпуск игры «Сталин против марсиан».
9 октября 2009 года был анонсирован «Scivelation», однако было заявлено о лицензировании не Source, а Unreal Engine 3 от Epic Games. Была объявлена запланированная дата выхода, целевые платформы и краткая завязка сюжета. Также было объявлено об издателе игры на территории США — TopWare Interactive.
В конце ноября 2009 года издатель игры «Scivelation» — Topware Interactive — уточнил целевые платформы игры (ПК, PS3 и Xbox 360) и запланированное время её выхода — третий квартал 2010 года.
22 июля 2010 года сайт Connected Consoles сообщил, что в настоящий момент идёт активная разработка игры, однако выпустить игру в ранее запланированные сроки — к третьему кварталу 2010 года — представляется невозможным.